# Hayward Gallery

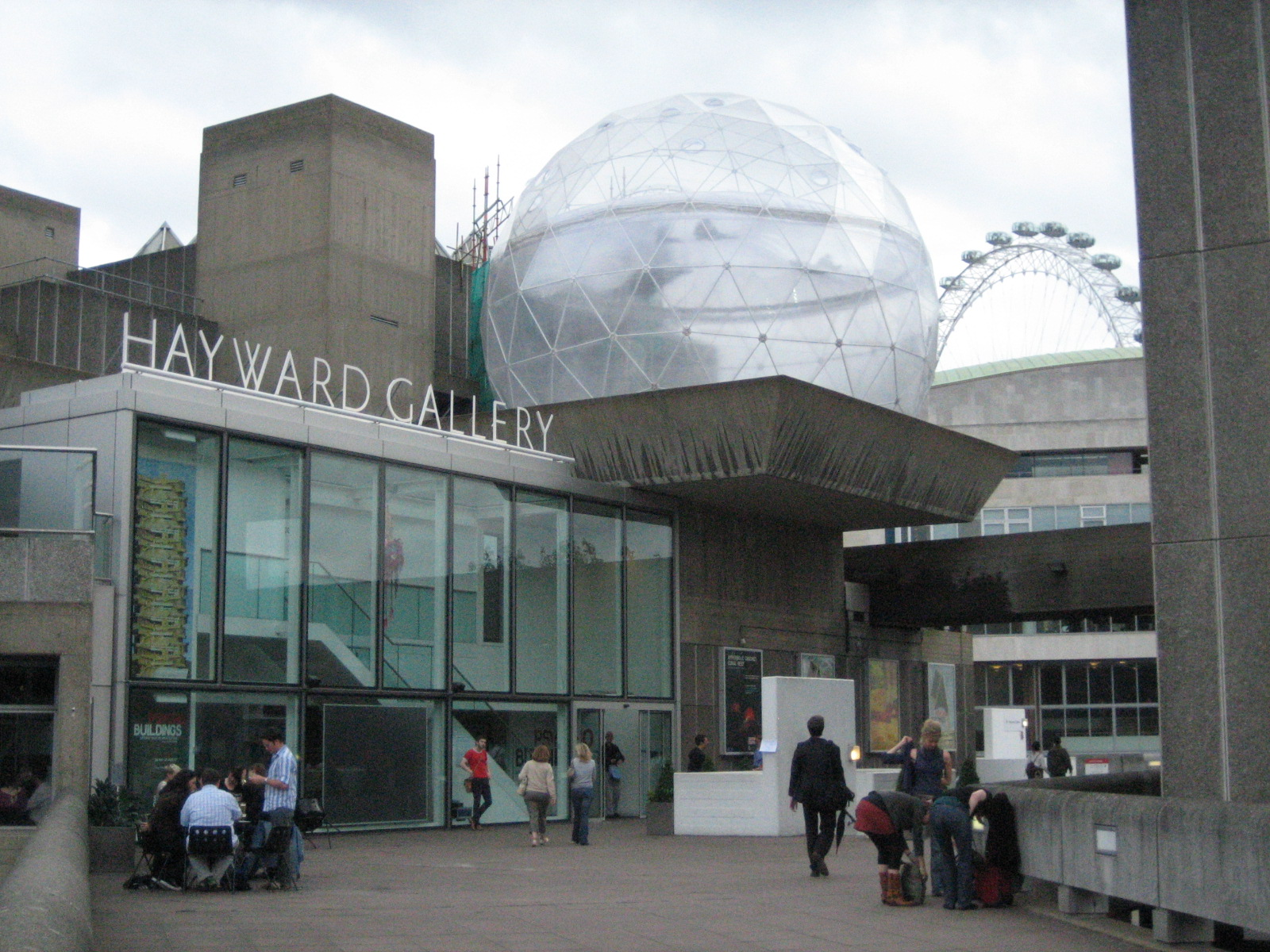
Die Hayward Gallery

Die Hayward Gallery ist ein Ausstellungsgebäude in London – überwiegend für moderne und zeitgenössische Kunst.

## Hayward Gallery und Southbank Centre
Die Hayward Gallery ist Teil des Southbank Centre – eines Areals in der Londoner Innenstadt mit bedeutenden kulturellen Veranstaltungsorten an der South Bank der Themse: Royal Festival Hall, Queen Elizabeth Hall, Purcell Room, Royal National Theatre und British Film Institute. Im Rahmen einer Namensänderung des „South Bank Centre“ zum „Southbank Centre“ Anfang 2007 wurde schließlich auch die Hayward Gallery umbenannt – sie hieß bis Anfang 2011 „The Hayward“. Das Gebäude wurde nach Sir Isaac Hayward benannt, einem früheren Leiter des London County Council, der dem Great London Council vorausging. Joanna Drew war die Gründungsdirektorin. Ralph Rugoff ist derzeit Direktor (seit Mitte 2006). 2019 wurde das Southbank Centre von rund 4,34 Millionen Personen besucht. 2023 betrug die Besucherzahl etwa 3,19 Millionen Menschen.

## Ausstellungen

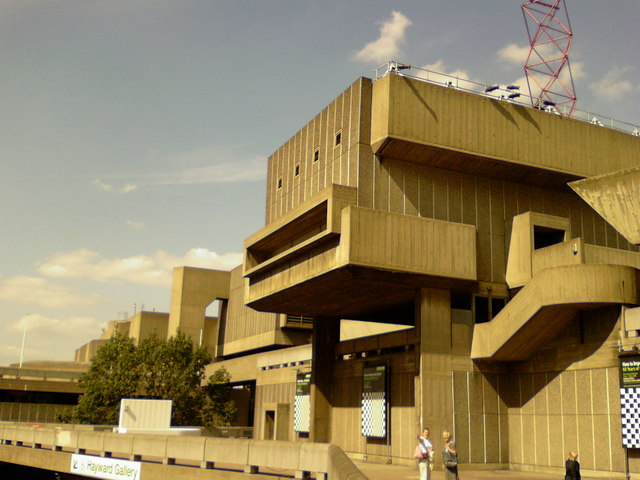
Die Hayward Gallery, London

Die Hayward Gallery veranstaltet jährlich drei bis vier große Ausstellungen, die sich überwiegend moderner oder zeitgenössischer Kunst widmen und verfügt über keine Dauerausstellung. Von 1968 bis 1986 wurde die Galerie vom Arts Council of Great Britain betrieben, bis die Leitung an das Southbank Centre übertragen wurde. Anders als andere Ausstellungshäuser in Großbritannien, die eine staatliche Förderung erhalten, verlangt die Hayward Gallery eine Eintrittsgebühr, da es ausschließlich Wechselausstellungen präsentiert und bei Wechselausstellungen in Großbritannien üblicherweise Eintritt verlangt wird – auch in Museen, bei denen die Dauerausstellung kostenlos besucht werden kann.
Die Hayward Gallery hat in der Vergangenheit Ausstellungen aus unterschiedlichsten Kunstepochen präsentiert – darunter Werke von Leonardo da Vinci, Edvard Munch und französischen Impressionisten. In letzter Zeit konzentrierten sich die Ausstellungen aber eher auf zeitgenössische Kunst, die auch in Beziehung zu den Räumlichkeiten und der wuchtigen Betonstruktur des Gebäudes traten – wie die Arbeiten von Dan Flavin oder Antony Gormley. Darüber hinaus haben hier zwei Überblicksausstellungen mit Exponaten der Arts Council Collection stattgefunden: British Art 1940–1980 und How to Improve the World: 60 Years of British Art.
Ausstellungen (Auswahl)
- Paul Klee, 17. Januar – 1. April 2002
- William Eggleston, 11. Juli – 22. September 2002
- Douglas Gordon, 1. November 2002 – 5. Januar 2003
- Roy Lichtenstein, 26. Februar – 16. Mai 2004
- Dan Flavin: A Retrospective, 19. Januar  – 2. April 2006
- Antony Gormley: Blind Light, 17. Mai – 19. August 2007
- Andy Warhol: Other Voices, Other Rooms, 7. Oktober 2008 – 18. Januar 2009
- Ed Ruscha: Fifty Years of Painting, 14. Oktober 2009 – 10. Januar 2010
- Pipilotti Rist: Eyeball Massage, 28. September 2011 – 8. Januar 2012

## Architektur
Architekten

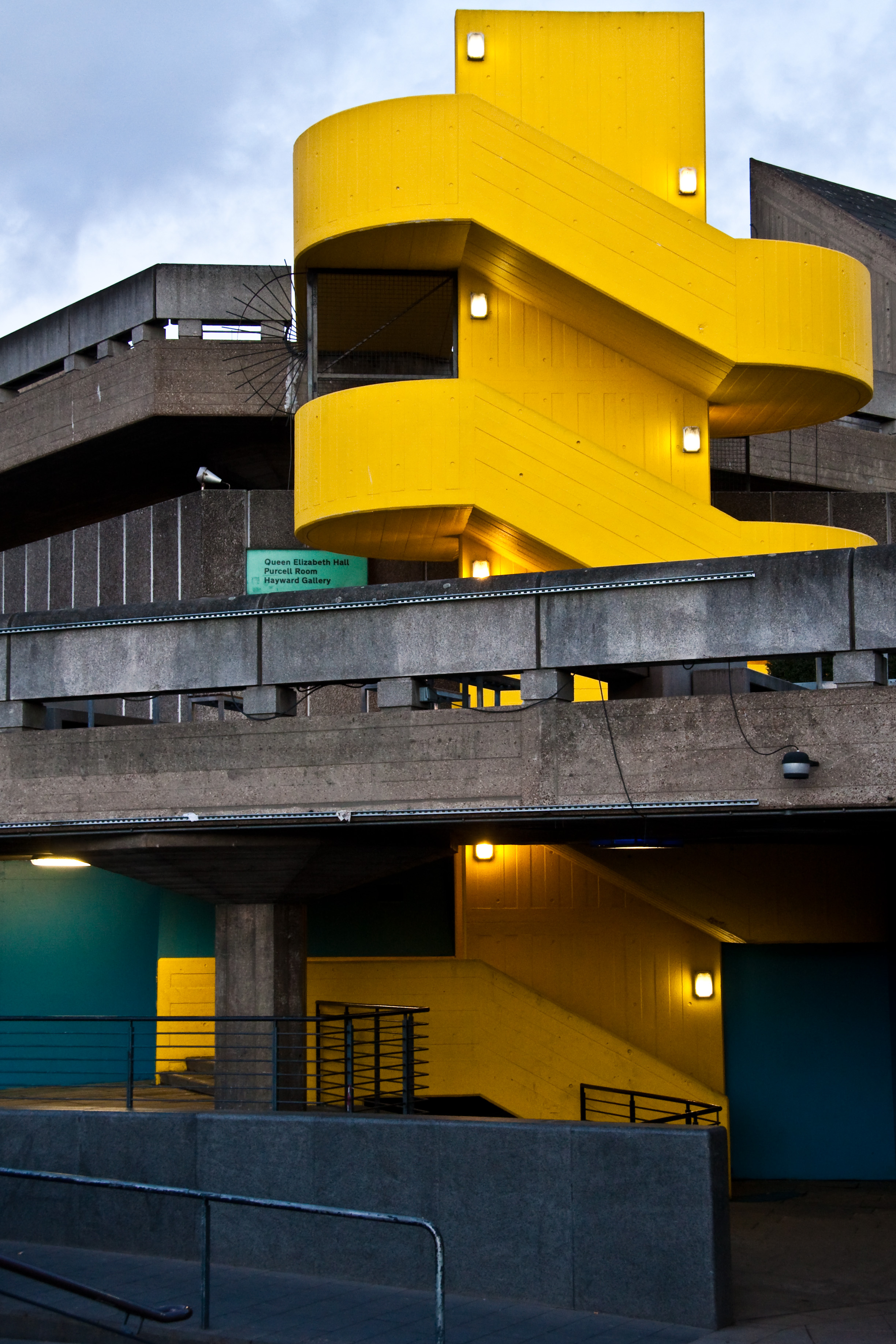
Treppenaufgang am Queens Walk zwischen Erdgeschoss, der Übergangsbrücke und der Dachterrasse der Queen Elizabeth Hall

Das Gebäude wurde von Higgs and Hill entworfen und am 9. Juli 1968 von Queen Elisabeth II. eröffnet. Bei dem Bau wurde viel Sichtbeton verwandt, was typisch für den Architekturstil des Brutalismus ist. Das ursprüngliche Konzept wurde vom Teamleiter Norman Engleback entworfen – zusammen mit der Queen Elizabeth Hall und dem Purcell Room als Erweiterung des Southbank Centre. Darüber hinaus waren die Architekten Ron Herron und Warren Chalk von Bauamt (Department of Architecture and Civic Design) des Greater London Council beteiligt – beide wurden Mitglieder der später gegründeten Architektengruppe Archigram. Warren Chalk erstellte den Lageplan und die Übergangsbrücken auf dem 1. Stock, während Ron Herron an der Akustik für die Queen Elizabeth Hall arbeitete. Zunächst arbeitete Alan Waterhouse und dann Dennis Crompton am Entwurf für die Hayward Gallery.
Auftrag und Umsetzung
Der Auftrag an die Architekten war, fünf Ausstellungsflächen zu schaffen: Zwei Flächen sollten innerhalb des Gebäudes auf zwei Stockwerken verteilt entstehen und drei Außenflächen in Form von gewaltigen Betonwannen sollten für die Präsentation von Skulpturen geschaffen werden. Zugleich sollte die Hayward Gallery die Arts Council Collection beherbergen. Die oberen Ausstellungsflächen erhalten durch Glaspyramiden auf dem Flachdach des Gebäudes natürliches Licht. Eine kinetische Lichtskulptur befindet sich dauerhaft im Ausstellungsgebäude. Diese reagiert auf die Windstärke auf dem Dach des Schachts für den Besucherlift und stammt von einer Ausstellung aus dem Jahre 1971. 
Die Außenflächen zur Präsentation von Skulpturen vor dem Hintergrund der Londoner Skyline haben sich später als unpraktikabel erweisen, so dass diese Flächen kaum genutzt wurden und normalerweise für die Öffentlichkeit nicht zugänglich waren – außer bei der „Blind Light“-Ausstellung mit Arbeiten von Antony Gormley im Jahre 2007. Auch die Dachterrasse auf der Südseite und die Übergangsbrücke zum Foyer der Queen Elizabeth Hall sind normalerweise nicht öffentlich zugänglich, wurden aber 2011 für das „Summer of Fun Festival“ geöffnet.
Integration in die Umgebung
Trotz seiner scheinbar kompromisslosen Form geht das Gebäude auf die Umgebung ein. Dies zeigt etwa ein architektonischer Kunstgriff des Gebäudes: Durch die unterschiedliche Linienführung der Außenmauern im Erdgeschoss und auf Höhe der Übergangsbrücken werden die unterschiedlichen Axen der Hayward Gallery und der Royal Festival Hall unter einen Hut gebracht.
Ein weiteres Beispiel ist die Übergangsbrücke über der Belvedere Road mit einem Zugang von der Waterloo Bridge, die Richtung Westen immer breiter wird: Einerseits folgt sie dem Lauf der Belvedere Road und andererseits passt sie sich den Treppen der Außenterrassen der Hayward Gallery an und folgt den Außenwänden des Ausstellungsgebäudes. Nicht zuletzt spiegelt der Grundriss des Skulpturen-Hofs in der Südwestecke die Veränderung der Winkel des Gebäudes zwischen Waterloo Bridge und Festival Square. 
Serviceeinrichtungen
Die beiden Stockwerke im Ausstellungshaus sind durch zwei Beton-Treppenhäuser miteinander verbunden. Diese Treppenhäuser und die Toiletten auf dem Zwischengeschoss sind in einem Beton-Quader untergebracht – zwischen dem östlichen und westlichen Teil der Ausstellungsflächen. Eines dieser Treppenhäuser geht bis auf das Straßenniveau, wo sich ein Notausgang zur Belvedere Road befindet. Das andere Treppenhaus führt zu einem fast versteckten Eingangsfoyer, das sich an der Nordseite des Gebäudes befindet. Dieser Zugang befindet sich unterhalb des eigentlichen Hauptfoyers und der Übergangsbrücke der Nordfassade sowie über dem Parkhaus und in der Nähe des vorspringenden Purcell Room Auditorium. In drei Betonschächten in der Mitte des Gebäudes befinden sich der Besucher- und Lastenaufzug sowie die Haustechnik. In der Südwestecke des Gebäudes befindet sich auf der Straßenebene ein Leitstand. Das Parkhaus nimmt den überwiegenden Teil des Untergeschosses ein. Ein Technikraum befindet sich im östlichen Ende des Untergeschosses – oberhalb des Parkhauses – mit einem großen Beton-Abgasschacht an der Waterloo Bridge. 
Umbauten
Ursprünglich hatte das Gebäude nur ein sehr kleines Foyer mit Aluguss-Türen – ähnlich wie die Türen der Queen Elizabeth Hall. 2003 wurde dieses Foyer umgebaut. Dabei wurde ein größeres Foyer mit einer Glasfront geschaffen, das vom Architekturbüro Haworth Tompkins entworfen wurde. Zugleich entstand ein ovaler, gläserner Pavillon (Entwurf: Dan Graham) oberhalb eines neuen Cafés am östlichen Ende, wo sich einst Büroräume befanden. Zuvor wurde bereits in der Nord-West-Ecke der unteren Ausstellungsfläche ein Laden eingerichtet.
Die Übergangsbrücke, die die Hayward Gallery mit der Hungerford Bridge verband, wurde im Frühjahr 1999 abgerissen. Dies hat die Zugangsmöglichkeiten zum Festival Square eingeschränkt und das Ende der ehemaligen Brücke erscheint seltsam gestutzt. Dieser Eindruck wird noch durch die Positionierung des Parkhauses und der Laderampe für Anlieferer verschlimmert – eine Altlast des ursprünglichen Entwurfs, der eine vertikale Trennung von Fußgängern und Verkehr vorsah.
Denkmalschutz
2011 wurde die Hayward Gallery auf die Liste des World Monuments Fund gesetzt, ungeachtet dessen, dass dieses Gebäude in Großbritannien nicht unter Denkmalschutz steht.

## Zukunft
Das Southbank Centre und Arts Council beraten über die Zukunft des Hayward-Gebäudes zusammen mit der Queen Elizabeth Hall und dem Purcell Room, die sich zwischen der Hayward Gallery und der Themse befinden.
Aus einem Architekturwettbewerb wurde in den frühen 1990er Jahren ein Entwurf von Richard Rogers ausgewählt. Dieser sah vor, alle drei Gebäude mit einem wellenförmigen Glasdach zu überspannen. Dies hätte auch die Royal Festival Hall mit der Waterloo Bridge verbunden. Jedoch wurde dieser Entwurf aufgrund der hohen Kosten nicht weiterverfolgt, da man ansonsten darauf angewiesen gewesen wäre, dass die National Lottery einen Großteil der Finanzierung übernimmt. Zugleich gab es Widerstand von der Twentieth Century Society, die monierte, dass die Anordnung und das Zusammenspiel der Gebäude durch das Glasdach leiden würden.

## Weiterführende Literatur
- ARUP JOURNAL: South Bank Arts Centre; Architects: H. Bennett, Greater London Council chief architect, Juli 1967, S. 20–31
- ARCHITECTURAL REVIEW: South Bank Arts Centre, London borough of Lambeth; Architects: H. Bennett, architect to the Greater London Council Vol. 144, No. 857, Juli 1968, S. 14–30
- INTERIOR DESIGN: Hayward Art Gallery, South Bank Art Centre, London; Architect: H. Bennett, architect to the Greater London Council, September 1968, S. 49–54
- OFFICIAL ARCHITECTURE & PLANNING: South Bank Cultural Centre, London borough of Lambeth; Architect: H. Bennett, chief architect of the Greater London Council, August 1969, S. 918–923
- THE ARCHITECTS' JOURNAL: No. 3441, Vol. 133., 30. März 1961, S. 469–478